# Edmund Thormählen
Edmund Gustaf Thormählen (* 21. Juli 1865 in Göteborg; † 13. November 1946 in Kungsbacka) war ein schwedischer Segler.

## Erfolge
Edmund Thormählen, der Mitglied im Göteborgs Kungliga Segelsällskap war, nahm an den Olympischen Spielen 1908 in London als Crewmitglied der Vinga in der 8-Meter-Klasse unter Skipper Carl Hellström teil, die mit vier weiteren Booten um die Medaillen segelte. Da sich das Gesamtresultat am besten Ergebnis der einzelnen Wettfahrten orientierte, war die Vinga nach einem fünften und einem vierten Platz in den ersten beiden Wettfahrten nicht in den Medaillenrängen. In der dritten und letzten Wettfahrt gelang ihr jedoch ein Sieg, sodass sie hinter dem zweimal siegreichen britischen Boot Cobweb von Skipper Blair Cochrane den zweiten Platz belegte. Neben Thormählen und Hellström gewannen außerdem die Crewmitglieder Eric Sandberg, Erik Wallerius und Harald Wallin die Silbermedaille.